# Ministro de Educación

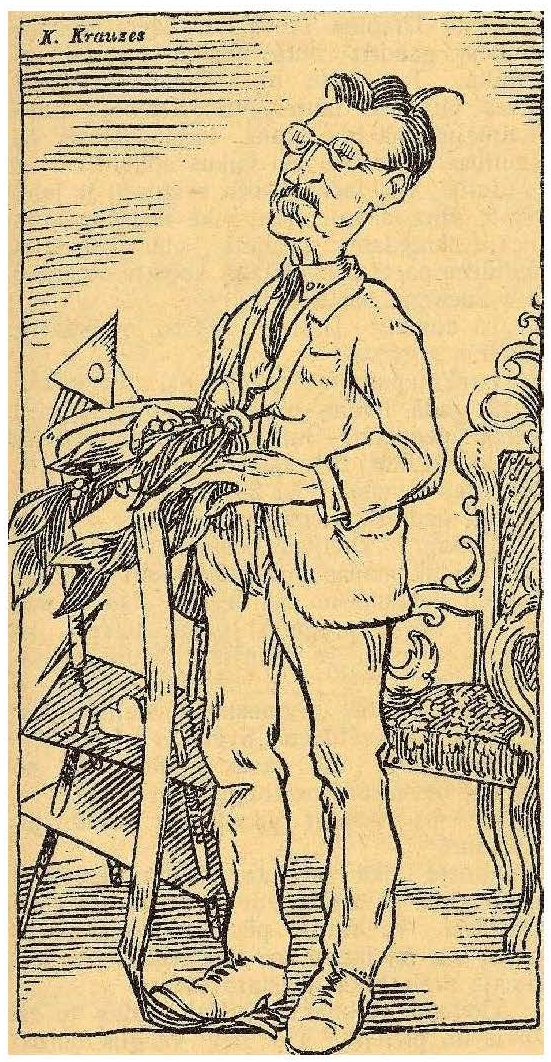
Alexander Dauge (1868 - 1937) Primer doctor honoris causa en Pedagogía de la Universidad de Letonia.

El Ministro de Educación o Instrucción Pública es un alto funcionario del Poder Ejecutivo a cargo del Ministerio de Educación, organismo encargado de las funciones ejecutivas relacionadas con la instrucción, de los establecimientos públicos en todos los niveles, y la supervisión de los establecimientos privados o locales no administrados directamente por el gobierno central. Suele estar encargado también de la ciencia y la tecnología, y de los organismos dedicados a la investigación. 

## Lista de ministros de Educación por países
- Ministerio de Educación de Argentina
- Ministro de Educación de Chile
- Ministerio de Educación de Colombia
- Ministro de Educación de España
- Ministerio de Educación de Francia
- Ministerio de Educación de Guatemala
- Ministerio de Educación de Venezuela
- Ministerio de Educación de la República Dominicana

- Datos: Q4018482
- Multimedia: Ministers of Education / Q4018482